# Dave Charlton
David William „Dave“ Charlton (* 27. Oktober 1936 in Brotton; † 24. Februar 2013 in Johannesburg) war ein südafrikanischer Autorennfahrer. Er gewann sechsmal in Folge (1970 bis 1975) die Südafrikanische Formel-1-Meisterschaft und nahm auch an einigen Rennen der Formel-1-Weltmeisterschaft teil.

## Kindheit und Jugend
Charlton wuchs zunächst in Yorkshire auf. Im Alter von 10 Jahren emigrierte er mit seinen Eltern nach Springs in Südafrika.

## Karriere
Nach einer ersten Phase bei Clubrennen, die er mit einem Austin Healey bestritt, fuhr Dave Charlton ab 1962 in der größten südafrikanischen Monoposto-Meisterschaft, der South-Africa-Major-League. In den frühen 1960er-Jahren pilotierte er einen Lotus 20 mit einem 4-Zylinder-Climax-Motor. Mit diesem Wagen meldete er sich zum Großen Preis von Südafrika in East London, schied hier aber bereits in der Vorqualifikation aus.
1967 gründete Charlton zusammen mit Aldo Scribante die Scuderia Scribante, die anfänglich einen Brabham BT11 mit Repco-Motor zur Verfügung hatte. Charlton dominierte mit diesem Fahrzeug die südafrikanische Formel-1-Meisterschaft und fuhr die Großen Preise von 1967 und 1968. Die starken Leistungen ermöglichten Charlton 1968 einen Test beim Cooper-Werksteam, einen Werkvertrag bekam er jedoch nicht. Beim 6-Stunden-Rennen von Brands Hatch 1968 steuerte er einen Lola T70; Teampartner war der Kanadier Craig Fisher. Das Duo fiel nach einem Unfall aus. Sein größter Erfolg im Sportwagensport war der Gesamtsieg beim 3-Stunden-Rennen von Goldfields 1971, einem Rennen der Castrol-Springbok-Serie. Nach 115 Runden siegte er mit Copiloten John Hine auf einem Chevron B19.
1970 fuhr Charlton beim Großen Preis von Südafrika für Scribante den ehemals Joakim Bonnier gehörenden Lotus 49C.
Im folgenden Jahr erhielt Charlton zweimal die Möglichkeit, bei Weltmeisterschaftsläufen einen Werkswagen einzusetzen. Beim Großen Preis von Südafrika fuhr er für Brabham einen BT33, und in Großbritannien in Silverstone saß er im dritten Werks-Lotus. Beide Rennen beendete Charlton vorzeitig; in Silverstone fiel er nach einem Motorschaden aus.
1972, mit viel Geld durch den neuen Sponsor British American Tobacco (Lucky Strike) ausgestattet, erwarb die Scuderia Scribante einen Lotus 72, mit dem Charlton die südafrikanische Formel-1-Meisterschaft gewann. Zudem meldete er sich zu vier Weltmeisterschaftsläufen der Automobil-Weltmeisterschaft 1972, diesmal allerdings fuhr er nicht mehr für Werksteams. In Frankreich verpasste er die Qualifikation. In Südafrika, Großbritannien und Deutschland ging er zwar ins Rennen, schied aber jeweils vorzeitig aus. 1974 wurde der Lotus durch einen McLaren M23 ersetzt, mit dem Charlton weiter erfolgreich blieb. Wieder gewann der die heimische Monoposto-Meisterschaft. Das Ende der Dominanz von Charlton kam 1976, als mit dem jungen Ian Scheckter, dem Bruder von Jody Scheckter, ein starker Gegner auf den Rennpisten erschien.
1978 verlor Charlton seinen Hauptsponsor. Er fuhr zwar bis in die frühen 1980er-Jahre weiter Rennen vor allem in der Südafrikanischen Formel-Atlantic-Meisterschaft, die ab 1976 die lokale Formel-1-Meisterschaft ersetzte; an seine großen Erfolge konnte er aber nicht mehr anknüpfen.
Er starb im Februar 2013.

## Statistik

### Statistik in der Automobil-Weltmeisterschaft

#### Gesamtübersicht
| Saison | Team               | Chassis      | Motor        | Rennen | Siege | Zweiter | Dritter | Poles | schn. Rennrunden | Punkte | WM-Pos. |
| ------ | ------------------ | ------------ | ------------ | ------ | ----- | ------- | ------- | ----- | ---------------- | ------ | ------- |
| 1965   | Ecurie Tomahawk    | Lotus 20     | Ford R4      | –      | –     | –       | –       | –     | –                | –      | –       |
| 1967   | Scuderia Scribante | Brabham BT11 | Climax       | 1      | –     | –       | –       | –     | –                | –      | –       |
| 1968   | Scuderia Scribante | Brabham BT11 | Climax       | 1      | –     | –       | –       | –     | –                | –      | –       |
| 1970   | Scuderia Scribante | Lotus 49C    | Cosworth DFV | 1      | –     | –       | –       | –     | –                | –      | –       |
| 1971   | Brabham            | Brabham BT33 | Cosworth DFV | 1      | −     | −       | −       | −     | −                | –      | –       |
| 1971   | Lotus              | Lotus 72D    | Cosworth DFV | 1      | −     | −       | −       | −     | −                | –      | –       |
| 1972   | Scuderia Scribante | Lotus 72D    | Cosworth DFV | 3      | −     | −       | −       | −     | −                | −      | –       |
| 1973   | Scuderia Scribante | Lotus 72D    | Cosworth DFV | 1      | −     | −       | −       | −     | −                | −      | –       |
| 1974   | Scuderia Scribante | McLaren M23  | Cosworth DFV | 1      | −     | −       | −       | −     | −                | −      | –       |
| 1975   | Scuderia Scribante | McLaren M23  | Cosworth DFV | 1      | −     | −       | −       | −     | −                | −      | –       |
| Gesamt | Gesamt             | Gesamt       | Gesamt       | 11     | –     | –       | –       | –     | –                | 0      |         |

### Einzelergebnisse in der Sportwagen-Weltmeisterschaft
| Saison | Team              | Rennwagen | 1   | 2   | 3   | 4   | 5   | 6   | 7   | 8   | 9   | 10  |
| ------ | ----------------- | --------- | --- | --- | --- | --- | --- | --- | --- | --- | --- | --- |
| 1968   | Sid Taylor Racing | Lola T70  | DAY | SEB | BRH | MON | TAR | NÜR | SPA | WAT | ZEL | LEM |
| 1968   | Sid Taylor Racing | Lola T70  | DNF |     |     |     |     |     |     |     |     |     |